# 曹粲
陳留王曹粲（5世紀—？），譙郡譙縣人，南朝宋二王後之一。

## 生平
南朝宋元徽元年（473年），陈留王曹銑去世。曹粲後襲封陳留王。
昇明三年（479年）四月，以陳留王曹粲為首的宋朝百官詣門陳請齊王蕭道成接受宋順帝的禪讓。
南朝齊建元元年八月二十四日（479年9月25日），齊高帝下詔削除陳留國。從晉武帝於泰始元年（265年）封魏帝曹奐為陳留王開始，至陳留王曹粲被削爵為止，歷時共215年。